# Hypoxis schimperi
Hypoxis schimperi är en enhjärtbladig växtart som beskrevs av John Gilbert Baker. Hypoxis schimperi ingår i släktet Hypoxis och familjen Hypoxidaceae. Inga underarter finns listade i Catalogue of Life.